# Baleia-bicuda-de-shepherd
A baleia-bicuda-de-shepherd (Tasmacetus shepherdi) é um cetáceo da família dos zifiídeos (Ziphiidae), encontrado em águas temperadas frias, especialmente na Nova Zelândia, Chile, Argentina e Tristão da Cunha.